# Acanthagrion chararum
Acanthagrion chararum – gatunek ważki z rodziny łątkowatych (Coenagrionidae). Występuje  w  Ameryce Południowej.